# Провінція Міно
Провінція Міно (яп. 美濃国 — міно но куні, «країна Міно»; 濃州 — носю, «провінція Міно») — історична провінція Японії у регіоні Тюбу у центрі острова Хонсю. Відповідає південній частині префектури Ґіфу.
Провінція Міно була утворена у 7 столітті. Її адміністративний центр знаходився у сучасному місті Таруі.
У провінції Міно перважав рівнний ландшафт. Ріки Кісо і Наґара перетворили місцеві ґрунти на одні з найродовитіших у Японії. Саме висока врожайність робила Міно привабливою для багатьох японських можновладнців.
З 12 по 14 століття землями Міно володів рід Ходзьо, представники якого були фактичними правителями Камакурського сьоґунату. З 12 по 14 століття провінцією володів радники сьоґунату Муроматі, рід Токі. Останній був знищений власним васалом Сайто Досаном.
З 1567 по 1580 роки провінція Міно була центром володінь Оди Нобунаґи.
У 1600 році на території провінції відбулась битва при Секіґахара, у якій переміг Токуґава Іеясу, засновник нового сьоґунату. Оскільки Токуґава боявся появи сильного даймьо у Міно, він розподілив її на невеликі володіння хан і роздав їх васалам.
У період Едо (1603—1867) роздріблена провінція Міно знаходилась під владою родів Ісікава, Мацудайра і Тода.
У результаті адміністративної реформи 1871 року провінція Міно була перетворена у префектуру Ґіфу.

## Повіти провінції Міно
- Анбаті 安八郡
- Ацумі 厚見郡
- Ґудзьо 郡上郡
- Ена 恵奈郡
- Ікеда 池田郡
- Ісіцу 石津郡
- Какамі 各務郡
- Камо 加茂郡
- Кані 可児郡
- Катаґата 方県郡
- Мотосу 本巣郡
- Муґі 武藝郡
- Мусірода 席田郡
- Ооно 大野郡
- Таґі 多藝郡
- Токі 土岐郡
- Фува 不破郡
- Ямане 山県郡